# IBook (computadora)

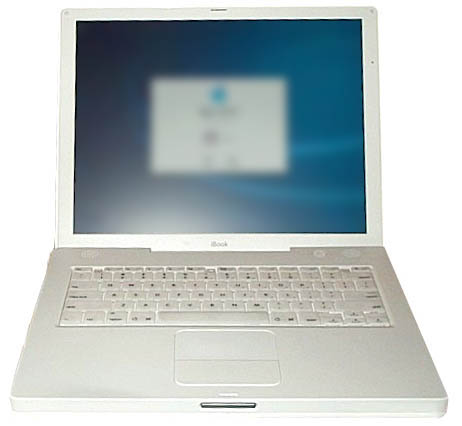
iBook.

A raíz del éxito del iMac y de su posterior estrategia de simplificación del hardware, Apple presentó el iBook, una computadora portátil enfocada al consumidor general y al mercado de la educación. En vez de la práctica habitual del mercado de vender la 'tecnología del ayer' para el mercado de consumo, Apple originalmente concibió el iBook como un derivado de su portátil profesional, el PowerBook G3, adquiriendo determinadas características clave que hicieron de él un rápido éxito de mercado.  Fue la primera computadora del mundo capaz de conectarse a redes inalámbricas Wifi.

## iBook: un iMac para llevar

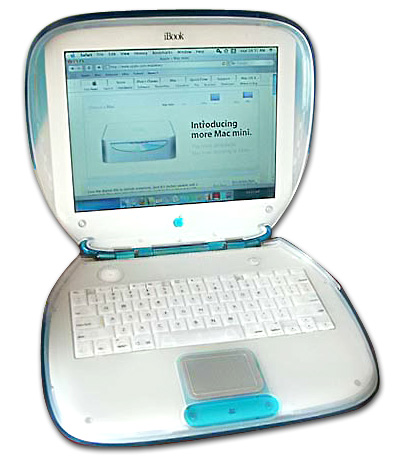
iBook G3.

Después de mucha especulación Steve Jobs reveló la computadora portátil orientada al sector de consumo, el iBook, durante las jornadas de charlas de la MacWorld en Nueva York, el 25 de julio de 1999. La filosofía de su diseño se influyó por la gama de escritorio para el consumo de Apple, el iMac, con formas muy características, y carcasas de colores y translúcidas. Su eslogan de marketing fue "iMac to go" (el iMac para llevar).
La audiencia objetivo eran los chicos jóvenes, así que se incluyó un asa junto a la bisagra. Apple demostró su durabilidad poniendo a una persona que agarraba un iBook saltando desde una altura (con colchones amortiguando). Como el iMac, el iBook funcionaba con un procesador PowerPC G3, y no incluía ninguna de las interfaces antiguas de Apple. Los puertos estándar incluidos eran el USB, un Módem, y Ethernet, así como una unidad de disco óptico (un CD-ROM). Los puertos estaban en un lateral al descubierto, ya que se pensó que una portezuela para ocultarlos podía ser frágil. Para atraer ventas en las escuelas, Apple equipó a los iBooks de un conector de alimentación en la parte inferior de los mismos, facilitando la carga de múltiples iBooks simultáneos, con un armario hecho a medida.
iBook fue en julio de 1999 el primer portátil en incluir red inalámbrica Wifi, con una antena interna que rodeaba a la pantalla (hay que hacer notar que este portátil requería de la compra de una tarjeta 'AirPort' para activar la opción de la red inalámbrica). Apple se conjuntó con Lucent para la creación de los sistemas inalámbricos del iBook, creando un estándar en la industria. Apple sacó al mercado al mismo tiempo la base inalámbrica 'AirPort'.
Hubo un caluroso debate acerca de la estética, prestaciones, peso, rendimiento, precio. El iBook era más robusto que el PowerBook de la época y con menores prestaciones. Los rumores tan manidos de pantallas táctiles y baterías de alta duración, nunca se vieron transformados en realidad. El iBook fue apodado 'concha' o 'asiento de water' debido a su distintivo diseño. Sin embargo, el iBook, y otros tantos modelos de Mac, pueden ser vistos en películas de éxito y series de televisión.
A pesar de todo el iBook fue un éxito de ventas. Su línea recibió continuamente actualizaciones de memoria, procesador y disco duro. También como en el iMac se añadieron otros colores, y se vio la llegada del Firewire y las salidas de video.

### Expansión/Actualizaciones

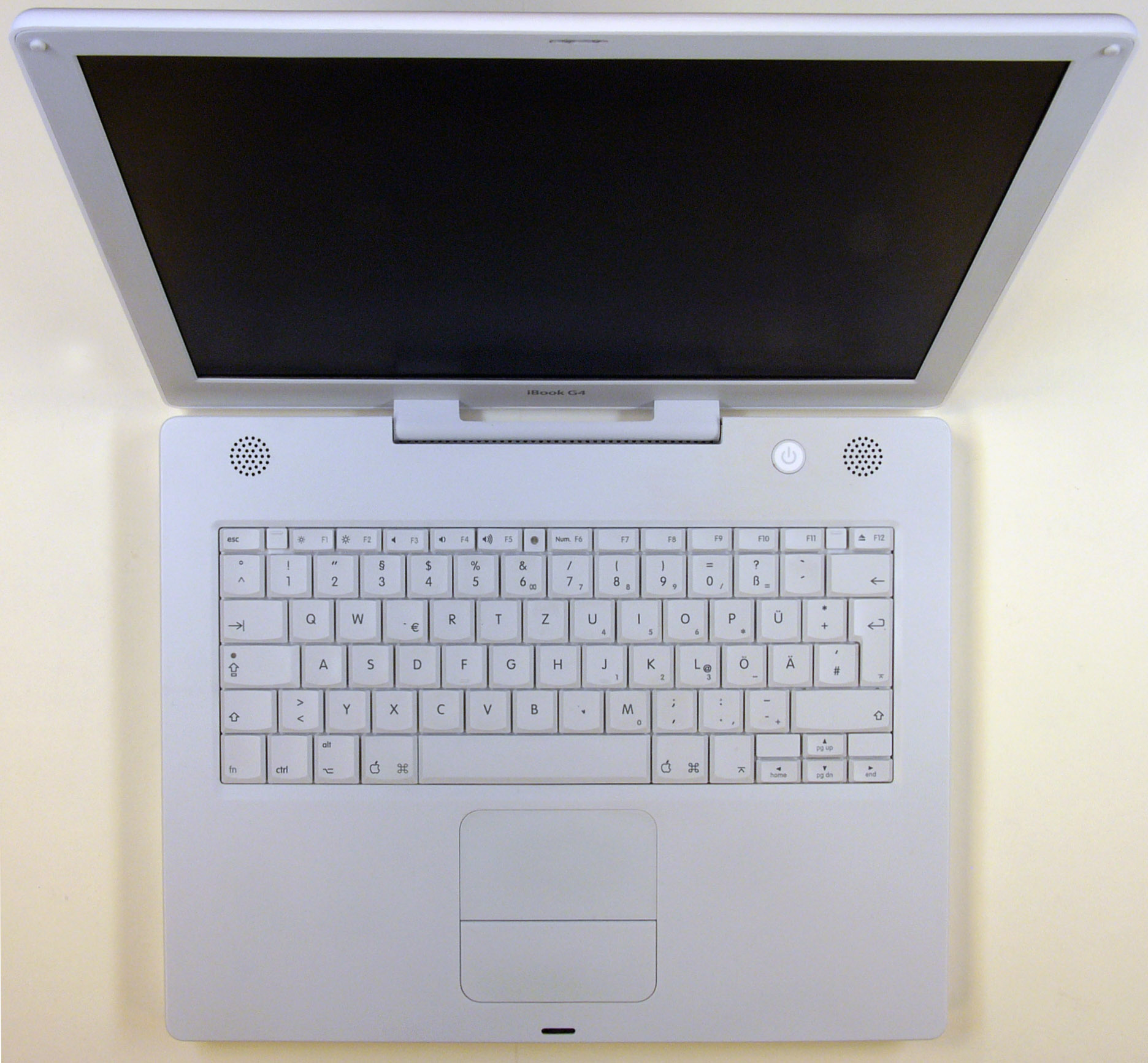
iBook G4.

Las únicas partes instalables por el cliente en el iBook original eran memoria adicional, y la tarjeta Airport (las dos se venden por separado), a través de dos tapas que había bajo el teclado, que era fácilmente desmontable. No había ninguna otra actualización que fuese posible realizar bajo garantía, y no tenía puertos PCMCIA que asegurasen su capacidad de expansión con otros dispositivos. Complicados procedimientos e incontables tornillos eran la barrera a salvar para poder acceder a cualquier pieza interna, como el disco duro o la unidad óptica.

## iBook Dual USB (12'1 y 14'1 pulgadas)
Un iBook de nueva generación debutó en una conferencia de prensa en Cupertino, el 1 de mayo de 2001. Esencialmente la máquina fue reinventada desde el núcleo, con nuevas características y nuevo diseño.
Estéticamente, los marcados colores y la forma externa del iBook fueron abandonados en favor de blanco limpio y un diseño fino y suave. Estas nuevas máquinas eran más ligeras, tenían un LCD de mayor calidad de 12" y estaban pensadas con un mucho mejor diseño. Apple recibió muchas felicitaciones por aquel diseño, que ha sido ampliamente copiado por otros en años posteriores.
El diseño del iBook, junto con elementos de su hermano, el PowerBook, se utilizaron muchísimo, hasta octubre de 2008, en toda la gama de productos de Apple. Con unas pocas excepciones, el policarbonato blanco se usó en toda la gama de consumidor, como el iMac, el eMac, el iBook, o el iPod, mientras que el aluminio anodizado fue usado en la gama profesional, en productos como el PowerMac, el PowerBook, y el Macbook Pro. Los notebooks presentados por Apple en octubre de 2008 son todos, a excepción del modelo de entrada, construidos en aluminio. 
El diseño del iBook se mantuvo desde entonces. Un modelo de 14 pulgadas fue añadido a la familia el 7 de enero de 2002 en la Macworld Conference & Expo en San Francisco. El iBook fue descontinuado con la adopción de los procesadores Intel por parte de Apple.

## iBook G4
El 23 de octubre de 2003 se presentó el iBook G4. Al modelo anterior, le fueron añadidos un microprocesador PowerPC G4, una bahía de discos ópticos y un teclado en blanco sin transparencias. Los iBook fueron los últimos computadores de Apple a los que se les incorporó el microprocesador PowerPC.

## Modelos con procesadores Intel
Después de la aparición del MacBook Pro, apareció el MacBook, que sustituyó al iBook en la línea de consumo de Apple. El MacBook fue lanzado el 16 de mayo de 2006, con mejoras considerables respecto al último iBook; entre ellas, el reemplazo de la pantalla de 12,1" por una de 13,3" de aspecto ancho.